# Hat jemand meine Braut gesehen?
Hat jemand meine Braut gesehen (Originaltitel: Has Anybody Seen My Gal?) ist eine US-amerikanische Filmkomödie unter Regie von Douglas Sirk. Der Film basiert auf der Erzählung „Oh Money! Money!“ von Eleanor Hodgman Porter, sein Originaltitel leitet sich vom beliebten 1920er-Schlager Has Anybody Seen My Girl? ab.

## Handlung
New York City gegen Ende der 1920er-Jahre: Samuel Fulton ist durch Öl- und Goldgeschäfte zum Multimillionär geworden. Der alte, zurückgezogen lebende Herr hat aber keine Familie, der er das Erbe vermachen könnte. Er kommt auf die Idee, sein Vermögen an die Nachkommen seiner Jugendliebe Millicent Blaisdell zu vererben. Sein Anwalt Norton ist verwundert, doch Fulton erklärt: Weil Millicent – die einzige Frau, die er jemals liebte – ihm einst als junger Mann eine Abfuhr erteilt habe, sei er aus seiner Heimatstadt in die Welt hinausgezogen und konnte dadurch zu Reichtum gelangen. Fulton gibt zu bedenken, dass Familie Blaisdell das Erbe vielleicht nicht gut bekommen könne. Daher beschließt der Millionär, in seine alte Heimatstadt in Vermont zurückzukehren, um die Blaisdells näher kennenzulernen. Durch eine gefälschte Zeitungsanzeige sorgt Fulton dafür, dass er unter dem Pseudonym John Smith als Untermieter bei der Familie einziehen kann.
Da sie eigentlich nie die Aufnahme eines Untermieters eingeplant hatten, sind die Blaisdells zunächst überrascht, doch bald freunden sie sich mit „Mr. John Smith“ an. Die Blaisdells sind eine freundliche Mittelschichtsfamilie: Charles betreibt einen kleinen Laden in der Stadt und bringt seinen drei Kindern Millicent, Roberta und Howard einen bescheidenen Umgang mit Geld bei. Doch träumt Mutter Harriet insgeheim von Wohlstand und einer Heirat ihrer Tochter Millicent mit Carl Pennock – dem flegelhaften, arroganten Sohn der reichsten Familie der Stadt. Millicent passen die Pläne ihrer Mutter nicht, sie liebt den netten, aber mittellosen Dan Stebbins, der im Laden der Blaisdells als Soda Jerk arbeitet. Auch „Mr. Smith“ beginnt für ein paar Dollar bei den Blaisedells als Soda Jerk zu arbeiten.
Eines Abends geben Millicent und Dan ihre Verlobung bekannt. Wenig später erscheint auf Anweisung von Fulton plötzlich dessen Anwalt Mr. Norton bei der Familie, der den Blaisdells mitteilt, dass sie 100.000 US-Dollar von einem unbekannten Mann (natürlich Fulton) geerbt hätten. Vater Charles möchte trotz des Erbes eigentlich den bescheidenen Lebensstil aufrechterhalten. Doch schließlich dreht die Familie durch das unvorhoffte Erbe durch, allen voran Mutter Harriet. Innerhalb weniger Tage zieht die Familie in eine Villa mit mehreren Bediensteten und verkauft ihren kleinen Geschäftsladen. Mr. Blaisdell beginnt an der Börse zu investieren. 
Bald gerät die Familie in eine Krise. Der älteste Sohn Howard gerät in Spielschulden. Dan löst seine Verlobung mit Millicent auf, weil er sich nicht mehr gut genug für sie hält, woraufhin Millicent sich wieder mit Carl Pennock trifft. „Mr. Smith“, der das Verhalten der Familie zunehmend kritisch betrachtet, kann Millicent und Howard zweimal knapp vor Polizei-Razzien retten, doch unglücklicherweise gerät er dabei selbst zweimal kurzzeitig ins Gefängnis. Dadurch sinkt Mr. Smiths Ansehen bei Harriet, weil sie die Umstände seiner Inhaftierungen nicht kennt.
Aus Liebeskummer möchte Dan die Stadt verlassen, um anderswo sein Glück zu suchen – „Mr. Smith“ alias Samuel Fulton fühlt sich an seine eigene Lebensgeschichte erinnert und möchte dies verhindern. Er arrangiert ein Treffen zwischen Millicent und Dan während einer Kinovorführung, doch kommt es zwischen den beiden zu einer lautstarken Auseinandersetzung. Millicent äußert, dass der plötzliche Wohlstand der Familie alles Schlechte gebracht hätte. „Mr. Smith“ tröstet die weinende Millicent und nimmt sie in seine Arme, woraufhin der bösartige Dorfklatsch das Gerücht streut, die beiden seien ein Liebespaar mit gewaltigem Altersunterschied. Harriet zwingt daraufhin ihre Tochter, die Verlobung mit Carl Pennock bekannt zu geben.  
Jedoch hat Mr. Blaisdell inzwischen den Rest der geerbten 100.000 Dollar an der Börse verspekuliert. Als die Pennocks während der Verlobungsfeier davon erfahren, lösen sie die Verbindung ihres Sohnes mit Millicent postwendend wieder auf und verlassen die Feier. Die Blaisdells sind öffentlich blamiert und müssen zu ihrem alten, bescheidenen Lebensstil zurückkehren – was aber alle, vielleicht bis auf Mutter Harriet, freut. Dan und Millicent werden wieder ein Paar. „Mr. Smith“ verlässt die Familie freundschaftlich und wird wieder zu Samuel Fulton. Er merkt, dass die Blaisdells nun an ihn als den Großvater denken, der er hätte sein können. 

## Hintergrund
Hat jemand meine Braut gesehen? basiert auf einer Erzählung von Eleanor Hodgman Porter, die diese in den 1910er-Jahren verfasst hatte. Der Drehbuchautor Joseph Hoffman bearbeitete die Geschichte und versetzte sie in die 1920er-Jahre. Im Film gibt es mehrere Anspielungen auf die Epoche: Mehrere Songs wie der titelgebende Has Anybody Seen My Girl? erklingen; ein Nachtclub wird wegen des Ausschenkens von Alkohol geräumt (Prohibitionszeit), der Film It (1927, dt.: Das gewisse Etwas) wird erwähnt, und die Familie verliert ihr gesamtes Geld an der Börse (Schwarzer Donnerstag).
Diese Komödie war der erste von insgesamt neun Filmen, die Regisseur Douglas Sirk und Schauspieler Rock Hudson zusammen drehten. Nicht zuletzt durch den Erfolg dieser Sirk-Filme wurde Hudson, der bei Hat jemand meine Braut gesehen? relativ am Anfang seiner Karriere stand, zum großen Hollywood-Star. Eine andere große Hollywood-Ikone, die noch auf ihren Durchbruch wartete, hat ebenfalls eine kleine Rolle im Film: James Dean kann man in der 30. Minute des Filmes als Jugendlichen sehen, der in Blaisdells Laden ein besonders kompliziertes Getränk bestellt. Für diesen kleinen Auftritt blieb Dean jedoch im Abspann ungenannt.

## Synchronisation
Die Synchronfassung entstand zur deutschen Fernsehpremiere am 11. November 1973.
| Rolle                      | Darsteller       | Synchronsprecher  |
| -------------------------- | ---------------- | ----------------- |
| Samuel Fulton / John Smith | Charles Coburn   | Curt Ackermann    |
| Millicent Blaisdell        | Piper Laurie     | Angelika Bender   |
| Dan Stebbins               | Rock Hudson      | Rüdiger Bahr      |
| Howard Blaisdell           | William Reynolds | Ivar Combrinck    |
| Carl Pennock               | Skip Homeier     | Manfred Seipold   |
| Mr. Edward Norton          | Frank Ferguson   | Thomas Reiner     |
| Dr. Wallace                | Willard Waterman | Niels Clausnitzer |

## Kritiken
US-Filmkritiker Dennis Schwartz urteilte: „Es ist der leichtherzigste Film, den Melodrama-Meister Douglas Sirk jemals gedreht hat. Er will auf komische Weise zeigen, dass Geld die Wurzel allen Übels ist, oder zumindest, dass Geld alleine nicht glücklich macht.“ Der Film sei keines der großen Werke von Sirk, dennoch biete er „Charme und Nostalgie“  und sei durchweg unterhaltsam. Charles Coburn sei „perfekt“ in seiner Rolle als alter Millionär, während Kinderstar Gigi Perreau jede Szene stehlen würde, in der sie auftreten würde.
Das Lexikon des Internationalen Films schrieb: „Mäßig amüsante Komödie, die mit teils bissigem Humor und einer offensichtlichen Haßliebe das amerikanische Kleinstadtmilieu zeichnet. Hervorragend: Charles Coburn (1877–1961) in der Rolle des brummigen Wohltäters.“